# Fregaty projektu 35
Fregaty projektu 35 – typ radzieckich fregat budowanych w latach 1964–1965, znanych także pod oznaczeniem kodowym NATO Mirka. Zbudowano 18 jednostek tego typu (9 jednostek typu Mirka I i 9 jednostek typu Mirka II).
Fregaty projektu 35 klasyfikowane były w ZSRR jako dozorowce (storożewyj korabl, w skrócie SKR). Opracowano je jako rozwinięcie fregat projektu 159 (kod NATO: Pietya) i na początkowym etapie miały nosić oznaczenie projektu 159AB. Przede wszystkim celem było ulepszenie napędu dla zwiększenia prędkości – zastosowano śruby w tunelach na rufie, do których przy wysokich prędkościach były tłoczone gazy turbiny gazowej. Napęd nie spełnił jednak oczekiwań i okręty nie mogły osiągać prędkości większej niż 35 węzłów, a praktycznie 31 węzłów, mimo przewidywanej prędkości 40 węzłów.
W latach 1961–1968 zbudowano dla marynarki ZSRR 18 okrętów projektu 35, wszystkie w stoczni nr 820 w Królewcu. Początkowo nosiły oznaczenia PŁK (protiwołodocznyj korabl) z numerami, a od 1966 roku: SKR z numerami. Między 1973 a 1978 dziewięć z nich zmodernizowano do projektu 35M.
Fregaty tych dwóch podtypów służyły jedynie w radzieckich Flotach Bałtyckiej i Czarnomorskiej. Ich głównym zadaniem było wykrywanie przeciwokrętowych pocisków rakietowych. W tym celu jednostki Mirka I zostały wyposażone w stacje radiolokacyjne „Slim Net”, a Mirka II w stacje „Strut Curve”. W celu zwiększenia możliwości poszukiwania okrętów podwodnych, na wszystkich jednostkach obydwu podtypów zamontowano ponadto, w miejsce wyrzutni bomb głębinowych prawej burty, hydrolokatory opuszczane. Głównym akwenem operacyjnym fregat były wody Bałtyku, którego warunki oceanograficzne czyniły wykrywanie okrętów podwodnych niezwykle trudnym zadaniem. W latach dziewięćdziesiątych liczba jednostek typu Mirka została zmniejszona do pięciu. Wszystkie one zostały złomowane do 1998 roku.